# Le Grand Duc (Lucky Luke)
Pour les articles homonymes, voir Grand-duc (homonymie).
Le Grand Duc est la cinquante-neuvième histoire de la série Lucky Luke par Morris sur un scénario de René Goscinny. Elle est publiée pour la première fois en 1973, du no 690 au no 707 du journal Pilote, puis la même année, en album, aux éditions Dargaud.

## Univers

### Synopsis
À Washington, Lucky Luke est chargé d'accompagner et de protéger le grand-duc Léonide de Russie. En effet, ce grand lecteur de James Fenimore Cooper veut découvrir le Far West et son folklore avant de signer un important traité avec les États-Unis. 
C'est ainsi que le grand-duc, son interprète et Lucky Luke vont parcourir le pays, poursuivis par un mystérieux terroriste tentant d'assassiner le diplomate. Leur périple débute à Abilène, où se réunissent les cow-boys du Kansas.

### Personnages
- Lucky Luke
- Jolly Jumper
- Le grand-duc Léonide de Russie, « représentant personnel et plénipotentiaire du tsar».
- Le colonel Fédor Mikhaïlovitch Boulenkov, son aide de camp et interprète, qui parle maladroitement anglais.
- Un anarchiste anonyme qui tente par tous les moyens d'assassiner le grand-duc à coup de bombe.
- Laura Legs, danseuse de saloon, qui réapparaitra plus tard dans d'autres histoires : Règlement de comptes (publiée dans l'album La Corde du pendu et autres histoires) et L'Homme qui tua Lucky Luke.

### Analyse
Ce personnage fictif est très vraisemblablement inspiré du véritable grand-duc Alexis Alexandrovitch de Russie, fils et ambassadeur de l'empereur Alexandre II aux États-Unis, dont le voyage en Amérique de 1871 à 1872 laissa un souvenir pittoresque, en particulier lorsqu'il se distingua au cours d'une chasse au bison auprès du célèbre Buffalo Bill.

## Publication

### Revues
L'histoire est parue dans le journal Pilote, du no 690 (25 janvier 1973) au no 707 (24 mai 1973).

### Album
Éditions Dargaud, no 9, 1973.

## Adaptation
Cet album a été adapté dans la série animée Lucky Luke, diffusée pour la première fois en 1984.

## Note
1. ↑  Aux États-Unis, cet événement porta le nom de Grande chasse royale de Buffalo ou la Grande chasse royale à la Buffalo. Depuis l'année 2000, le Centre Hayes du Nebraska organise chaque année Le Rendez-vous du grand-duc Alexeï, une reconstitution de la fameuse chasse au bison.

## Sources
- www.bedetheque.com, « Lucky Luke » (consulté le 11 août 2008)
- www.lucky-luke.com, « Lucky Luke » (consulté le 11 août 2008)
- www.fandeluckyluke.com, « Le Grand Duc » (consulté le 11 août 2008)